# 하계동
하계동(下溪洞)은 서울특별시 노원구의 북서쪽에 위치한 법정동이다. 1895년(조선 고종 32) 23부제 실시로 인해 양주목 일대는 한성부에 속해 한성부 양주군 노원면이었다. 1896년 13도제 실시로 다시 경기도 양주군 노원면으로 바뀌었다. 1914년 경기도 양주군 노원면 간촌리 · 온수동 · 녹천리, 별비면 덕동리 각 일부와 둔야면 조암동을 합하여 양주군 노해면 상계리(上溪里)로 개칭하였다. 1962년 서울특별시 성북구에 편입되어 1963년 하계동으로 개칭하였고, 1973년 도봉구에 속하게 되었다. 1988년 노원구가 도봉구로부터 분리, 신설됨에 따라 노원구 하계동이 되었다. 면적은 4.27km2, 인구는 2008년 기준으로 9만 4657명이다.

## 교통

### 지하철
- 하계역 (서울 지하철 7호선)

## 역사
- 1963년 1월 1일 양주군 노해면이 성북구로 편입되면서 공릉동과 함께 태릉동(泰陵洞)으로 편제되었다.
- 1970년 5월 5일 태릉동이 공릉동으로 개칭되었다.
- 1973년 7월 1일 성북구로부터 분리하여 도봉구 관할이 되었다.
- 1980년 7월 1일 공릉동이 공릉제1·2동, 하계동으로 분동되었다.
- 1988년 1월 1일 도봉구로부터 분리하여 노원구 관할이 되었다.
- 1989년 9월 1일 하계동이 하계제1·2동으로 분동되었다.
- 2008년 1월 1일 하계제1·2동에서 '제' 구분을 삭제하였다.

## 편의시설

### 백화점
- 세이브존((구)한신코아백화점) 2001 아울렛 건영백화점

### 병원
- 을지병원

## 교육

### 초등학교
- 서울중평초등학교
- 서울중현초등학교
- 서울연촌초등학교

### 중학교
- 하계중학교
- 중평중학교

### 고등학교
- 대진고등학교

## 아파트
| 단지명          | 건설사 | 시행사               | 주소            | 입주       | 비고 |
| --------------- | ------ | -------------------- | --------------- | ---------- | ---- |
| 하계 청구       | 청구㈜ | 청구㈜               |                 | 1997년 6월 |      |
| 하계학여울 청구 | 청구㈜ | 하계2구역 재개발조합 | 동일로207길 186 | 1999년 2월 |      |